# Daniela Stanciu
Daniela Stanciu (15 ottobre 1987) è un'altista rumena.

## Palmarès
| Anno | Manifestazione              | Sede         | Evento        | Risultato | Prestazione | Note                                     |
| ---- | --------------------------- | ------------ | ------------- | --------- | ----------- | ---------------------------------------- |
| 2009 | Campionati balcanici indoor | Il Pireo     | Salto in alto | 5ª        | 1,75 m      |                                          |
| 2009 | Europei under 23            | Kaunas       | Salto in alto | 15ª (q)   | 1,77 m      |                                          |
| 2011 | Campionati balcanici        | Sliven       | Salto in alto | Argento   | 1,81 m      |                                          |
| 2013 | Campionati balcanici indoor | Istanbul     | Salto in alto | Argento   | 1,91 m      |                                          |
| 2013 | Campionati balcanici        | Stara Zagora | Salto in alto | 5ª        | 1,80 m      |                                          |
| 2013 | Europei indoor              | Göteborg     | Salto in alto | 15ª (q)   | 1,85 m      |                                          |
| 2014 | Campionati balcanici indoor | Istanbul     | Salto in alto | Bronzo    | 1,87 m      |                                          |
| 2014 | Campionati balcanici        | Pitești      | Salto in alto | 4ª        | 1,83 m      |                                          |
| 2014 | Europei                     | Zurigo       | Salto in alto | 8ª        | 1,94 m      | Miglior prestazione personale            |
| 2015 | Europei indoor              | Praga        | Salto in alto | 19ª (q)   | 1,82 m      |                                          |
| 2018 | Campionati balcanici indoor | Istanbul     | Salto in alto | Bronzo    | 1,86 m      |                                          |
| 2018 | Campionati balcanici        | Stara Zagora | Salto in alto | 4ª        | 1,84 m      |                                          |
| 2018 | Europei                     | Berlino      | Salto in alto | 18ª       | 1,81 m      |                                          |
| 2019 | Campionati balcanici indoor | Istanbul     | Salto in alto | Oro       | 1,92 m      |                                          |
| 2019 | Europei indoor              | Glasgow      | Salto in alto | 11ª       | 1,87 m      |                                          |
| 2019 | Mondiali                    | Doha         | Salto in alto | 24ª (q)   | 1,85 m      |                                          |
| 2019 | Giochi mondiali militari    | Wuhan        | Salto in alto | 4ª        | 1,84 m      |                                          |
| 2021 | Europei indoor              | Toruń        | Salto in alto | 5ª        | 1,92 m      | Miglior prestazione personale stagionale |
| 2021 | Giochi olimpici             | Tokyo        | Salto in alto | 18ª (q)   | 1,90 m      |                                          |
| 2022 | Mondiali                    | Eugene       | Salto in alto | 10ª       | 1,93 m      | =                                        |
| 2022 | Europei                     | Monaco       | Salto in alto | 14ª (q)   | 1,83 m      |                                          |
| 2023 | Europei indoor              | Istanbul     | Salto in alto | 7ª        | 1,86 m      |                                          |
| 2023 | Mondiali                    | Budapest     | Salto in alto | 20ª (q)   | 1,85 m      |                                          |
| 2024 | Mondiali indoor             | Glasgow      | Salto in alto | nm        | nm          |                                          |
| 2024 | Giochi olimpici             | Parigi       | Salto in alto | 19ª (q)   | 1,88 m      |                                          |

## Altre competizioni internazionali
2009
- Argento agli Europei a squadre ( Tallinn), salto in alto - 1,84 m